# Stenotarsus hispidus
Stenotarsus hispidus är en skalbaggsart som först beskrevs av Herbst 1799.  Stenotarsus hispidus ingår i släktet Stenotarsus och familjen svampbaggar. Inga underarter finns listade i Catalogue of Life.